# Epilobium forbesii
Epilobium forbesii är en dunörtsväxtart som beskrevs av Harry Howard Barton Allan. Epilobium forbesii ingår i släktet dunörter, och familjen dunörtsväxter. Inga underarter finns listade i Catalogue of Life.